# Wyoming
Wyoming (anglická výslovnost  [waɪˈoʊmɪŋ]IPA, oficiálně State of Wyoming) je stát nacházející se na severu Spojených států amerických, v oblasti horských států v západním regionu USA. Wyoming hraničí na severozápadě a severu s Montanou, na východě s Jižní Dakotou a Nebraskou, na jihu s Coloradem, na jihozápadě s Utahem a na západě s Idahem.
Se svou rozlohou 253 600 km² je Wyoming desátým největším státem USA, v počtu obyvatel (600 tisíc) je však nejméně lidnatým státem a s hodnotou hustoty zalidnění 2 obyvatel na km² je na 49. místě. Hlavním a největším městem je Cheyenne se 60 tisíci obyvateli. Dalšími většími městy jsou Casper (60 tisíc obyv.), Laramie (30 tisíc obyv.), Gillette (30 tisíc obyv.) a Rock Springs (30 tisíc obyv.). Nejvyšším bodem státu je vrchol Gannett Peak s nadmořskou výškou 4209 m v pohoří Wind River Range. Největšími toky jsou řeky Yellowstone, North Platte, Green a Snake.
První průzkumníci evropského původu se do dnešního Wyomingu dostali teprve začátkem 19. století. Samotný region se nacházel na rozhraní koloniálních zájmů evropských mocností. Část oblasti byla od 16. století součástí místokrálovství Nové Španělsko, část patřila od 17. století Louisianě v rámci Nové Francie (v letech 1762–1800 rovněž španělské) a část spadala od roku 1819 pod Oregon Country, původně sporné území, od té doby spravované společně Spojeným královstvím a USA. Francouzské území odkoupily v roce 1803 spolu s celou louisianskou kolonií Spojené státy. Oregonské území připadlo USA v roce 1846. Španělská část byla od roku 1821 součástí samostatného Mexiko a od něj ji v roce 1848, na základě výsledku mexicko-americké války, získaly USA. Téměř neosídlená oblast zůstala rozdělená mezi několik amerických teritorií a v roce 1865 získala podle pensylvánského Wyoming Valley jméno Wyoming. V roce 1868 bylo díky postupnému nárůstu obyvatel zřízeno vlastní wyomingské teritorium, které bylo vyčleněno z částí teritorií dakotského, idažského a utažského. Wyoming se 10. července 1890 stal 44. státem USA.

## Historie
Území státu Wyoming bylo po tisíce let obydleno indiánskými kmeny.
Většina moderního Wyomingu byla k USA připojena roku 1803, když USA koupily od Francie její kolonii Louisianu. Další nepatrnou část moderního Wyomingu získaly USA již roku 1819, když došlo k úpravě severní hranice místokrálovství Nového Španělska (od roku 1821 Mexiko). Roku 1845 získaly USA připojením Texasu nepatrné území na jihu Wyomingu. Roku 1846 pak USA připojením jižní poloviny Oregonu získaly západní část Wyomingu. Roku 1848 pak byla od Mexika získána i zbývající jihozápadní část území Wyomingu.
Až do roku 1867, kdy byla do města Cheyenne postavena Pacifická železnice, bylo území Wyomingu tvořeno téměř nedotčenou divočinou. Železnice přinesla změnu. Na území začali proudit osadníci a postupně území kolonizovali. Žilo zde mnoho divokých zvířat, a tudíž toto území lákalo především lovce a obchodníky s kožešinami. Postupně ale na významu nabírala i těžba nerostů, zejména zlata.
25. července 1868 bylo ustaveno organizované teritorium Wyoming a byly stanoveny jeho hranice shodné s hranicemi současného státu. Nové teritorium bylo vytvořeno z okrajových částí dosavadních teritorií Dakota, Idaha a Utahu. Státem se Wyoming stal 10. července 1890.
Wyoming byl mezi prvními státy USA, který angažoval ženy do politiky, dokonce se zde v roce 1925 stala Nellie Taylore Ross první guvernérkou státu v USA.

## Symboly

### Vlajka
Wyomingská vlajka je tvořena modrým listem o poměru stran 7:10 s červeným a bílým lemem. Vnější červený má šířku 1/20 a vnitřní bílý 1/40 délky vlajky. V modrém poli je bílá silueta bizona amerického o délce ½ délky modrého pole, který má na žebrech velkou pečeť státu Wyoming v modro-bílém provedeni. Pečeť má průměr ⅕ délky modrého pole.

## Geografie
Severní hranici Wyomingu tvoří stát Montana, východní hranici Jižní Dakota a Nebraska. Na západě sousedí se státy Utah a Idaho, na jihu se státem Colorado. Samotný stát má tvar čtyřúhelníku, spolu s Utahem a Coloradem jde pouze o 3 státy, které dávají přednost vymezení hranic podle zeměpisné šířky a délky před hranicí vedenou podle přírodních poměrů. Díky tomu lze udat šířku státu 450 km a délku 580 km.
Wyoming je velmi hornatá země, na západě se rozprostírají Skalnaté hory, které směrem na východ přechází ve Velkou pláň. Jen v pohoří Wind River Range se nachází přes 40 vrcholů vyšších než 3 962 m (13 000 stop). Nejvyšší místo státu Gannet Peak je se svými 4 209 m 75. nejvyšší hora Severní Ameriky. Nejnižší místo je na řece Belle Fourche River v severovýchodním rohu státu s 945 m.
Většina řek protékajících nebo pramenících ve Wyomingu teče do Missouri a následně pak do Atlantského oceánu. Mezi nejznámější patří řeka Yellowstone pramenící ve stejnojmenném Yellowstoneském národním parku. Ve Wyomingu se nachází také Národní park Grand Teton.

### Podnebí
Klima ve Wyomingu je kontinentální. Ve srovnání se zbytkem USA spíše sušší, větrnější a s většími teplotními výkyvy. V létě dosahují teploty i přes 35 °C ve dne, v noci klesají až k 10 °C. Naměřené extrémy toho státu jsou -54 °C a +46 °C.

## Demografie

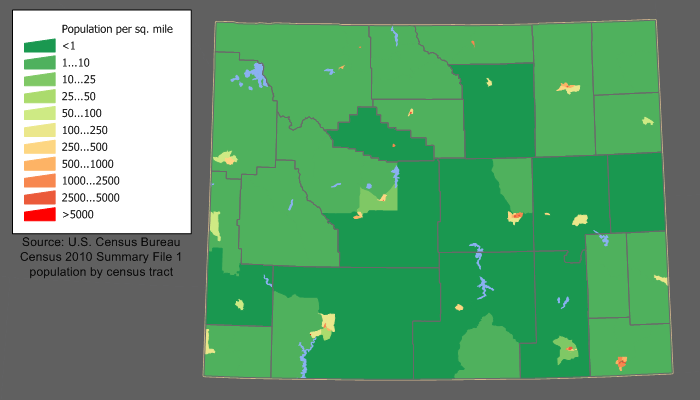
Mapa hustoty zalidnění

Podle sčítání lidu z roku 2010 ve Wyomingu žilo 563 626 obyvatel. Tím se řadí na poslední místo v žebříčku populací států USA a po Aljašce je také nejřidčeji obydlený. Žije zde pouze 2,26 obyvatel na km čtvereční.
- Hlavní a největší město je Cheyenne (59 466 obyvatel).
- Další významné město je Casper (55 316 obyvatel).

K rodovému původu se Wyomingu hlásí Američané (26 %), Angličané (16,0 %), Irové (13,3 %), Němci (6,5 %) a další.

### Rasové složení
- 90,7 % Bílí Američané
- 0,8 % Afroameričané
- 2,4 % Američtí indiáni
- 0,8 % Asijští Američané
- 0,1 % Pacifičtí ostrované
- 3,0 % Jiná rasa
- 2,2 % Dvě nebo více ras

Obyvatelé hispánského nebo latinskoamerického původu, bez ohledu na rasu, tvořili 8,9 % populace.

### Náboženství
- křesťané 78 %
  - protestanti 53 %
    - baptisté 8 %
    - luteráni 8 %
    - metodisté 6 %
    - presbyteriáni 4 %
    - episkopální církve 4 %
    - ostatní protestanti 21 %

  - římští katolíci 16 %
  - mormoni 11 %
- jiná náboženství 1 %
- bez vyznání 21 %

## Ekonomika
Jako jeden z mála států nevybírá daň z příjmů.
Hospodářství Wyomingu tvoří hlavně příjmy z turistiky a těžba nerostných surovin.
Hlavním cílem turistů jsou národní parky, Yellowstoneský národní park navštíví každý rok okolo 3 milionů návštěvníků.
Wyoming je bohatý na uhlí, ropu, zemní plyn, uran, tronu (uhličitanový minerál) a další. Těžbou uhlí je Wyoming největším producentem v USA. V těžbě plynu je na 2. místě.
Zemědělství bylo a je pro Wyoming důležité, i když jeho význam pro ekonomiku klesá. Hlavními komoditami jsou skot, vlna, obilí a cukrová řepa.

## Známé osobnosti Wyomingu
- Matthew Fox - herec
- Jackson Pollock - malíř
- Dick Cheney - politik
- Nellie Tayloe Ross - 1. guvernérka v USA
- Nikki Sixx - baskytarista a zakládající člen kapely Mötley Crüe

## Galerie

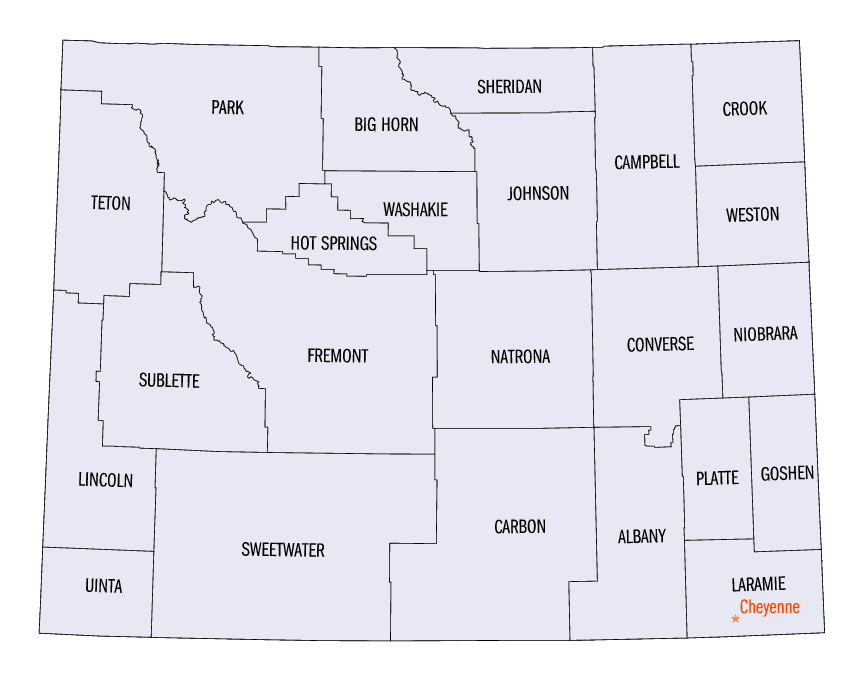
Mapa okresů
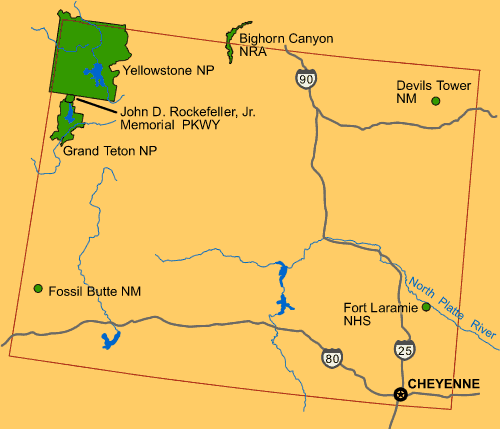
Mapa národních parků
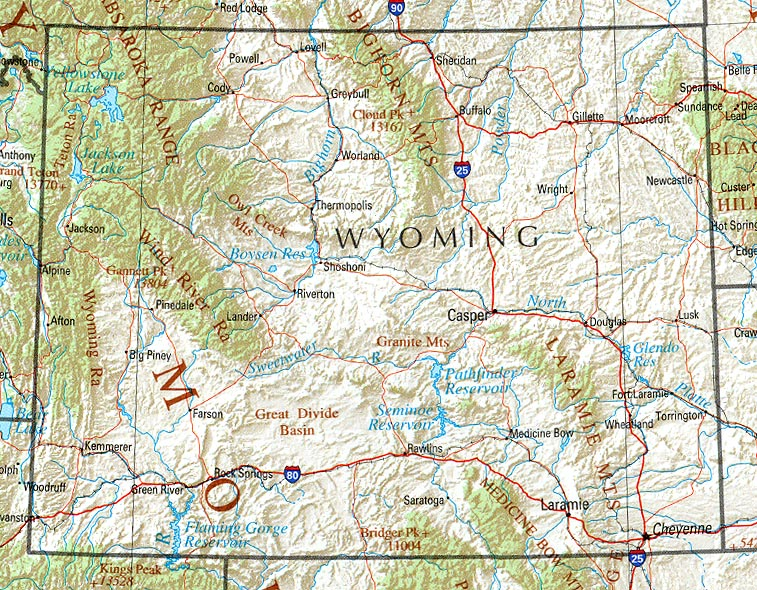
Mapa Wyomingu